# 單板滑雪板

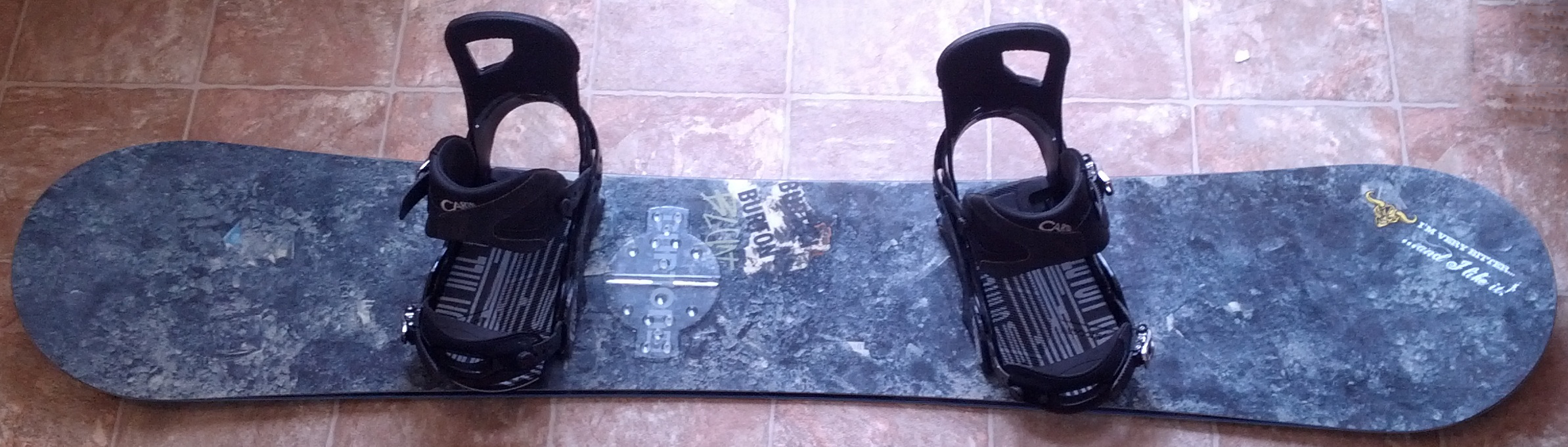
單板滑雪板

單板滑雪板是一種體育器械，也是單板滑雪要用到的體育器材。滑雪者用單板滑雪板滑雪時，双脚要放在同一块滑雪板上。單板滑雪板比大多数雙腳滑雪板要更宽，因為這樣才能够在雪地上滑行。 單板滑雪板滑雪板的宽度在15至30厘米之间。 很多人會來到滑雪場上站在單板滑雪板上滑雪。